# Episodi di Blue Heelers - Poliziotti con il cuore (undicesima stagione)
L'undicesima stagione della serie televisiva Blue Heelers - Poliziotti con il cuore è stata trasmessa in anteprima in Australia da Seven Network tra il 4 febbraio 2004 e il 17 novembre 2004.
| nº | Titolo originale           | Titolo italiano | Prima TV Australia | Prima TV Italia |
| -- | -------------------------- | --------------- | ------------------ | --------------- |
| 1  | Retribution (Part 1)       |                 | 4 febbraio 2004    |                 |
| 2  | Retribution (Part 2)       |                 | 11 febbraio 2004   |                 |
| 3  | The Right Thing            |                 | 18 febbraio 2004   |                 |
| 4  | Happily Ever After         |                 | 25 febbraio 2004   |                 |
| 5  | Heirs Apparent             |                 | 3 marzo 2004       |                 |
| 6  | A Mere Formality           |                 | 10 marzo 2004      |                 |
| 7  | Cast the First Stone       |                 | 17 marzo 2004      |                 |
| 8  | Great Expectations         |                 | 24 marzo 2004      |                 |
| 9  | Off Your Face              |                 | 31 marzo 2004      |                 |
| 10 | Running Scared             |                 | 7 aprile 2004      |                 |
| 11 | Mind Wide Open             |                 | 14 aprile 2004     |                 |
| 12 | Reasonable Doubt: Live     |                 | 21 aprile 2004     |                 |
| 13 | On the Inside              |                 | 28 aprile 2004     |                 |
| 14 | Secret & Lies              |                 | 5 maggio 2004      |                 |
| 15 | Yesterday's Hero           |                 | 12 maggio 2004     |                 |
| 16 | The Cull                   |                 | 19 maggio 2004     |                 |
| 17 | Life of the Party (Part 1) |                 | 2 giugno 2004      |                 |
| 18 | Life of the Party (Part 2) |                 | 9 giugno 2004      |                 |
| 19 | Keeping Mum                |                 | 16 giugno 2004     |                 |
| 20 | Payback                    |                 | 23 giugno 2004     |                 |
| 21 | Echoes                     |                 | 30 giugno 2004     |                 |
| 22 | End of Innocence           |                 | 7 luglio 2004      |                 |
| 23 | Headless Chooks            |                 | 14 luglio 2004     |                 |
| 24 | A Time for Mourning        |                 | 21 luglio 2004     |                 |
| 25 | Pigs Will Fly              |                 | 28 luglio 2004     |                 |
| 26 | Life Goes On               |                 | 4 agosto 2004      |                 |
| 27 | Checkmate                  |                 | 11 agosto 2004     |                 |
| 28 | Don't Call Me Baby         |                 | 1º settembre 2004  |                 |
| 29 | Bring It On                |                 | 8 settembre 2004   |                 |
| 30 | Pillow Talk                |                 | 15 settembre 2004  |                 |
| 31 | Out of Love                |                 | 22 settembre 2004  |                 |
| 32 | Turf War                   |                 | 29 settembre 2004  |                 |
| 33 | Away Games                 |                 | 6 ottobre 2004     |                 |
| 34 | Special Treatment          |                 | 13 ottobre 2004    |                 |
| 35 | Too Late to Say Sorry      |                 | 20 ottobre 2004    |                 |
| 36 | One of the Boys            |                 | 27 ottobre 2004    |                 |
| 37 | A Helping Hand             |                 | 3 novembre 2004    |                 |
| 38 | Tit for Tat                |                 | 10 novembre 2004   |                 |
| 39 | Crash Site                 |                 | 17 novembre 2004   |                 |